# Dariush Hazratgholizadeh
Dariush Hazratgholizadeh (in persiano داریوش حضرتقلی‌زاده‎; 1995) è un lottatore iraniano, specializzato nella lotta libera.

## Biografia
Ai campionati asiatici di Ulan Bator 2022 ha vinto la medaglia d'argento nel torneo dei 61 kg, perdendo la finale il giapponese Rei Higuchi.

## Palmarès
| Anno | Manifestazione      | Sede       | Evento | Risultato | Note |
| ---- | ------------------- | ---------- | ------ | --------- | ---- |
| 2022 | Campionati asiatici | Ulan Bator | 61 kg  | Argento   |      |